# 分析社会学
分析社会学（ぶんせきしゃかいがく、Analytical sociology）とは、社会学の一分野であり、個人の行動と相互作用に注目し、マクロレベルの社会的事実を説明しようとするアプローチである。

## 概要
分析社会学は、社会的世界を理解するための戦略である。それは、さまざまな社会的実践の普及、隔離のパターン、ネットワーク構造、典型的な信念、共通の行動様式など、マクロレベルの重要な事実を説明することに関係している。このような事実は、単に他のマクロレベルの事実と関連づけるだけでなく、それらがもたらされたメカニズムを明確かつ正確な方法で詳述することによって説明される。これは、個人の行動と相互作用に詳細に注目し、そのような行動と相互作用がもたらすであろうマクロレベルの結果を導き出すために、最先端のシミュレーション技術を使用することによって達成される。分析社会学は、ロバート・K・マートンのよく知られた「中範囲理論」の現代版と見なすことができる。
分析的アプローチは、適切な説明が社会的成果をもたらす「歯車と車輪」を詳細に説明するという前提のもとに成り立っており、現実主義へのコミットメントによって推進されている。人間の動機、認知過程、情報へのアクセス、社会的関係などについて経験的に誤った仮定は、それが説明されるべき結果をいかによく予測したとしても、機械論的説明における説明負担に耐えることはできない。
互いに相互作用する個人がもたらすマクロレベルの結果に焦点を当てた分析社会学は、社会学における「複雑性の転回」の一部である。ごく最近まで、社会学者は複雑系のダイナミクスを分析するのに必要なツールを持ち合わせていなかったが、強力なコンピュータとシミュレーション・ソフトウェアが、その姿を大きく変えてしまったのである。いわゆるエージェント・ベースのコンピュータ・シミュレーションは、大規模な複雑システムの厳密な理論分析を可能にするため、社会学（および社会科学・自然科学の他の多くの部分）の重要な部分を変貌させているのである。このような分析の背後にある基本的な考え方は、個人の行動や相互作用に影響を与える社会的メカニズムについて、分析者の理論的アイデアと経験に基づく知識を反映した仮想実験を行うことである。重要なのは、働いている中核的なメカニズムを特定し、それをシミュレーション・モデルに組み立て、そのメカニズムに従って個人が行動し、相互作用するときにもたらされるマクロレベルの結果を確立することである。
この伝統を受け継ぐ現代の学者には、ピーター・ベアマン、ピーター・ヘドストロム、マイケル・メイシー、ジャンルカ・マンゾーなどがいる。先駆者としてジェームズ・コールマン、ジョン・エルスター、ロバート・マートン、トーマス・シェリング、レイモンド・ブードンの研究は、分析的アプローチの発展にとって極めて重要であった。

## 文献
- P. Hedström and P. Bearman (Eds.) The Oxford Handbook of Analytical Sociology. Oxford: Oxford University Press, 2009.
- P. Hedström Dissecting the Social: On the Principles of Analytical Sociology. Cambridge University Press, 2005.
- P. Hedström and R. Swedberg (Eds.) Social Mechanisms: An Analytical Approach to Social Theory. Cambridge: Cambridge University Press, 1998.
- P. Hedström and P. Ylikoski. 2010. "Causal Mechanisms in the Social Sciences". Annual Review of Sociology 36: 49–67.
- F.J. León-Medina 2017. Analytical Sociology and Agent-Based Modeling: Is Generative Sufficiency Sufficient?. Sociological Theory, 35(3), pp.157-178.
- G. Manzo "Analytical Sociology and Its Critics". European Journal of Sociology (Archives Européennes de Sociologie), 2010, 51(1): 129‐170.
- T. Kron and T. Grund (Eds.) Die Analytische Soziologie in der Diskussion. Wiesbaden: VS Verlag, 2010.
- P. Y.-z. Wan "Analytical Sociology: A Bungean Appreciation." Science & Education, 2011, Online First Version. doi:10.1007/s11191-011-9427-3.